# Палін
Палін (словац. Palín) — село, громада в окрузі Михайлівці, Кошицький край, Словаччина. Розташоване за 15 км від окружного центру. Село розташоване на висоті 105 м над рівнем моря. Населення — 890 чол. (99 % — словаки).
Вперше згадується 1302 року.
В селі є бібліотека, спортивний зал та футбольне поле.

## Географія
Протікають Чечеговський канал і канал Превлака (канал).

## Населення
| Рік:            | 1994. | 2004.    | 2014.   | 2024.   |
| --------------- | ----- | -------- | ------- | ------- |
| Кількість осіб: | 808   | 894      | 916     | 872     |
| Різниця:        |       | +10,64 % | +2,46 % | -4,80 % |

| Рік:            | 2023. | 2024.   |
| --------------- | ----- | ------- |
| Кількість осіб: | 869   | 872     |
| Різниця:        |       | +0,34 % |